# Дифенбейкер, Джон
Джон Джордж Дифенбейкер (англ. John George Diefenbaker; 18 сентября 1895, Ньюстадт, Онтарио — 16 августа 1979, Оттава, Онтарио) — канадский политический и государственный деятель, адвокат. Лидер Прогрессивно-консервативной партии Канады (1956—1967). 13-й премьер-министр Канады в 1957—1963 годах, с 1969 года канцлер Саскачеванского университета.

## Политическая карьера
В 1929 году назначен королевским советником. Лидер Консервативной партии Саскачевана (1936—1940).
В 1940 году был избран депутатом Палаты общин от Прогрессивно-консервативной партии Канады. Трижды был соперником руководства партии на конвенциях в 1942, 1948, а в 1956 году возглавил её.
В 1957 году, когда консерваторы победили на федеральных выборах и сформировали правительство меньшинства, Дифенбейкер занял пост премьер-министра Канады. В 1958 году партия Дифенбейкера победила на федеральных выборах, и он сформировал правительство большинства.
В 1957 и 1959 в течение нескольких месяцев одновременно с постом премьер-министра занимал пост министра иностранных дел.
Во время правления своей администрации, Дифенбейкер аннулировал «Проект Авро CF-105 Канада Арроу» и закупил военные самолеты американского производства, что было спорным решением в истории Канады.
Среди весомых достижений Дифенбейкера в должности председателя правительства:
- Канадский билль о правах (англ. Canadian Bill of Rights)
- Королевская ассоциация здравоохранения (англ. the Royal Commission on Health Services)
- Закон о реабилитации и развитии сельского хозяйства (англ. the Agricultural Rehabilitation and Development Act)
- Экономический совет Канады (англ. National Productivity Council (Economic Council of Canada))

В 1963 году Дифенбейкер проиграл федеральные выборы Лестеру Боулсу Пирсону, представителю Либеральной партии Канады.

## После завершения политической карьеры
Дифенбейкер ушёл в отставку с поста лидера Прогрессивно-консервативной партии Канады в 1967, но оставался членом парламента до своей смерти в 1979 году.
В 1969 году он стал ректором Саскачеванского университета и занимал эту должность до своей смерти.

## Интересные факты
Джон Дифенбейкер — единственный премьер-министр Канады, родным языком которого не был ни английский, ни французский. Первым его языком был немецкий.